# Верхньокігинська сільська рада
Верхньокіги́нська сільська рада (рос. Верхнекигинский сельский совет) — муніципальне утворення у складі Кігинського району Башкортостану, Росія. Адміністративний центр — село Верхні Кіги.

## Населення
Населення — 6702 особи (2019, 6991 в 2010, 7250 в 2002).

## Склад
До складу поселення входять такі населені пункти:
| Населений пункт       | Населення, осіб (2002) | Населення, осіб (2010) |
| --------------------- | ---------------------- | ---------------------- |
| Верхні Кіги, село     | 6872                   | 6637                   |
| Кізетамак, присілок   | 114                    | 122                    |
| Теплий Ключ, присілок | 86                     | 71                     |
| Юнусово, присілок     | 178                    | 161                    |